# Mauro Carbonaro
Mauro Carbonaro (Roma, 13 giugno 1980) è un giornalista e scrittore italiano.

## Biografia
Conseguita la maturità scientifica al liceo scientifico statale "Francesco Borromini", Carbonaro si laurea in Economia aziendale presso l'Università degli Studi Roma Tre.
Dal 2007 collabora con il giornale online Abitare a Roma.net (reg. Trib. Roma n. 550/02 (2/10/2002)). Dapprima si occupa di temi legati al Municipio XI del Comune di Roma, mentre in un secondo momento allarga il campo, spostandosi su politica, fisco e attualità della città di Roma.
Dal novembre 2011 inizia la sua collaborazione con la testata Nuovo Paese sera - La voce di Roma (reg. trib. Roma n. 131/2009)

## Pubblicazioni
Nell'aprile del 2011 presso l'editore Sangel Edizioni ha pubblicato 14 dicembre. Diario di una generazione precaria. Dai fatti del 14 dicembre 2010 dalla fiducia votata in Parlamento, fino alla manifestazione nelle strade della capitale, nasce un percorso di emozioni, di analisi, di lettere, condite con un'intervista al giornalista del Fatto Quotidiano Luca Telese, testimone oculare di ciò che non è andato in quella lunga giornata pre-natalizia.
Nell'agosto 2011 presso AltroMondo Editore pubblica Viaggio a Berlusconia. La storia di un uomo che ha certamente cambiato il modo di far politica. Attraverso le avventure in terra nazionale e straniera, le battute e gli sfottò che hanno reso il premier il personaggio più controverso della politica italiana.
Nel marzo 2013 esce il suo terzo libro, dal titolo Grillo vale uno - Il libro nero del Movimento 5 Stelle. Sono molti i quesiti ai quali i cittadini italiani non sanno dare una risposta rispetto alla creatura politica di Beppe Grillo. Decisioni prese dall'alto, correnti interne, corsi intensivi di formazione per insegnare la comunicazione nel mondo della politica, le "oscure" Parlamentarie. Le vive testimonianze di chi ha creduto in questa nuova realtà, ma che poi ha capito che per lui non c'era spazio.

## Opere
- 14 dicembre. Diario di una generazione precaria, Sangel Edizioni, Cortona (AR), 2011, ISBN 978-88-9704-027-9
- Viaggio a Berlusconia, AltroMondo Editore, 2011, ISBN 978-88-6281-648-9
- Grillo vale uno - Il libro nero del Movimento 5 Stelle, Iacobelli Editore, 2013, ISBN 978-88-6252-200-7

| Controllo di autorità | VIAF (EN) 299586066 · ISNI (EN) 0000 0004 0310 6433 · SBN RT1V016098 · LCCN (EN) no2013041103 · GND (DE) 1035790912 |